# Silvåkra kyrka
Silvåkra kyrka är en kyrkobyggnad i Silvåkra. Den tillhör Veberöds församling i Lunds stift.

## Kyrkobyggnaden
Kyrkan härstammar troligen från 1100-talet då långhuset, tornet och koret byggdes. Under åren har kyrkan byggts om ett flertal gånger. En gång i tiden fanns en fyra meter hög portal i västra väggen, som senare murades igen. Under 1400-talet ersattes kyrkorummets platta trätak med murade valv. Ett vapenhus i söder tillkom på 1500-talet och ingången med portal flyttades dit. Eftersom besökarna förr kom med båt från den numera sänkta Silvåkrasjön var det praktiskt att huvudentrén vetter mot söder. En större ombyggnad genomfördes 1883 då den fyra meter höga portalen i väster murades igen och ersattes med ett fönster.

## Inventarier
De äldsta inventarierna är dopfunten samt en skulptur med Jungfru Maria och Jesusbarnet som härstammar från medeltiden. Predikstolen med sexsidig korg är från 1578. 1738 restaurerades predikstolen av Johan Ullberg då den kompletterades med åtskilliga nya detaljer.

### Orgel
- 1883 byggde Sven Fogelberg, Lund en orgel med 6 stämmor.
- Den nuvarande orgeln byggdes 1969 av J. Künkels Orgelverkstad AB, Lund och är en mekanisk orgel. Fasaden är från 1883 års orgel.

| Manual I       | Manual II    | Pedal      | Koppel |
| Koppelflöjt 8' | Gedackt 8´   | Subbas 16´ | I/P    |
| Principal 4'   | Rörflöjt 4'  |            | II/P   |
| Waldflöjt 2'   | Principal 2' |            | II/I   |
| Mixtur 3 chor  |              |            |        |

## Bilder

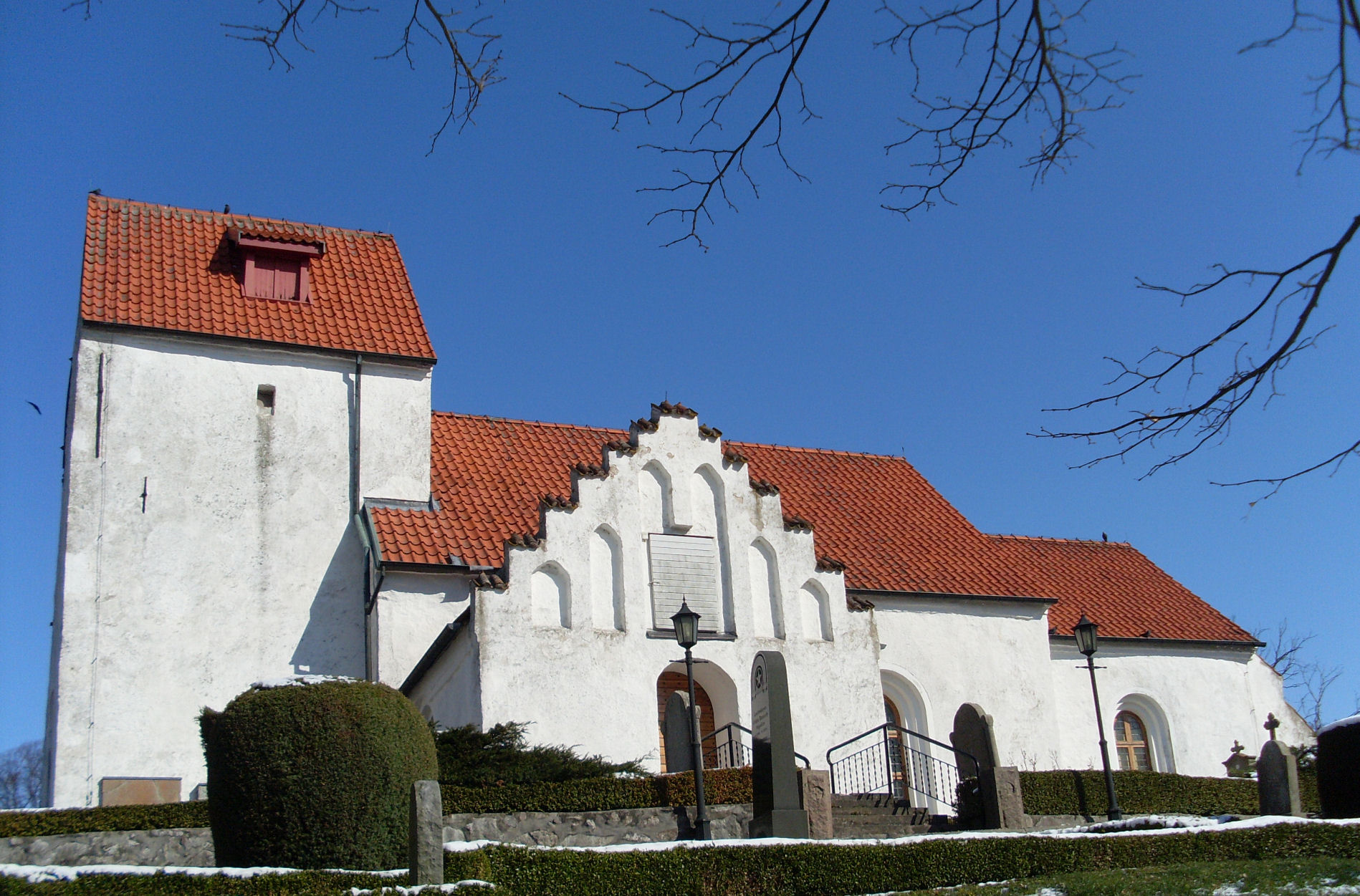
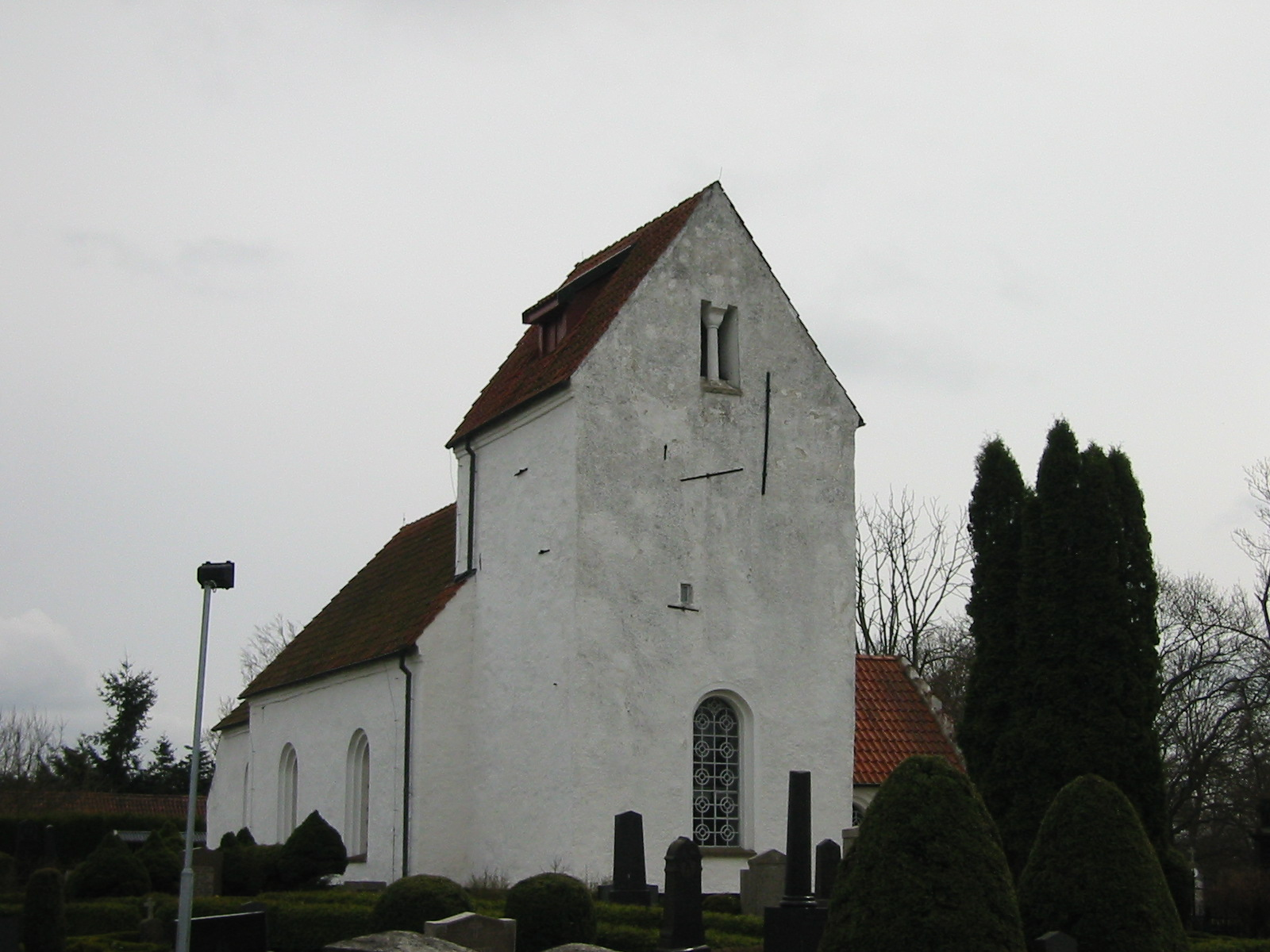
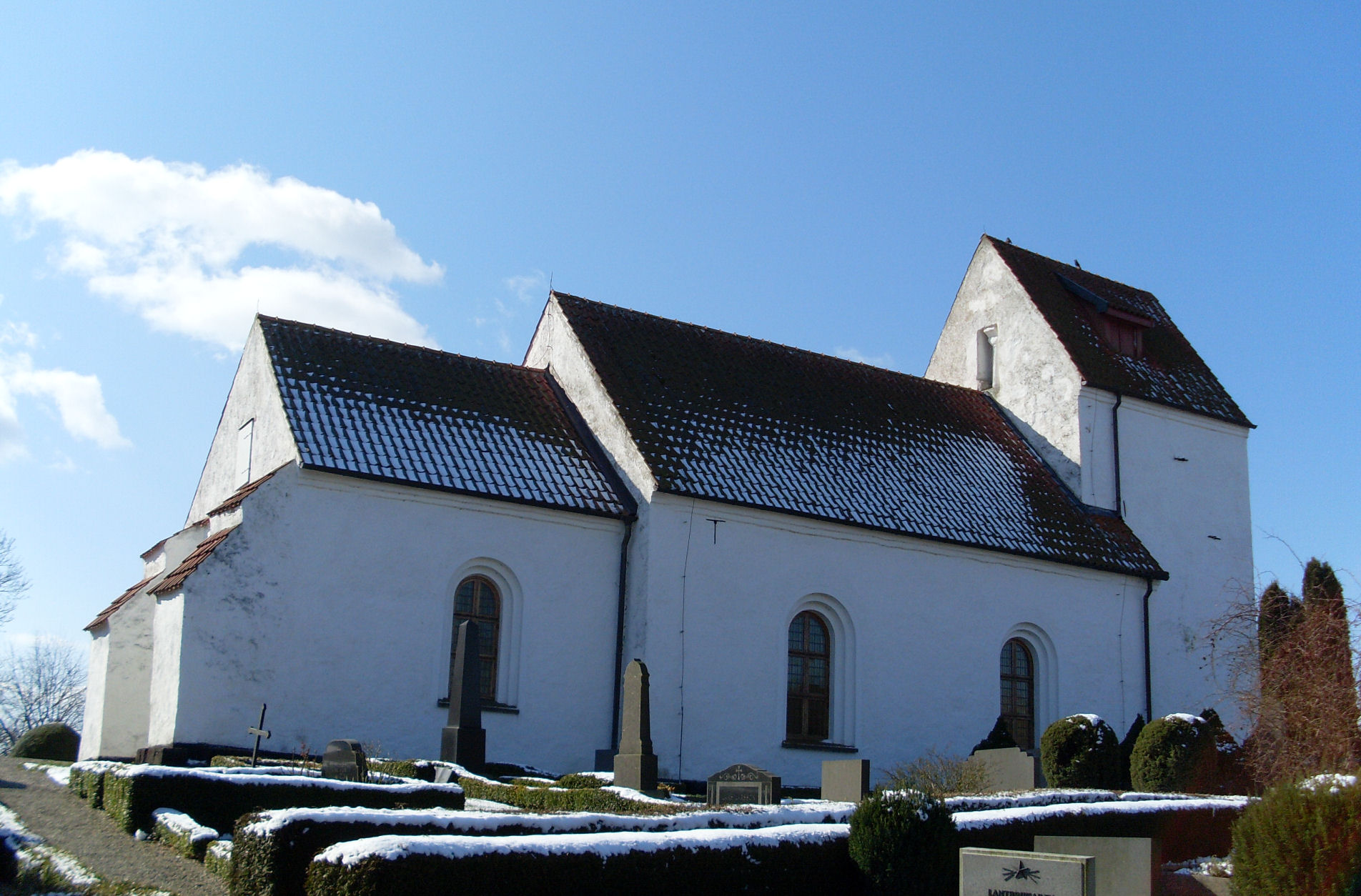
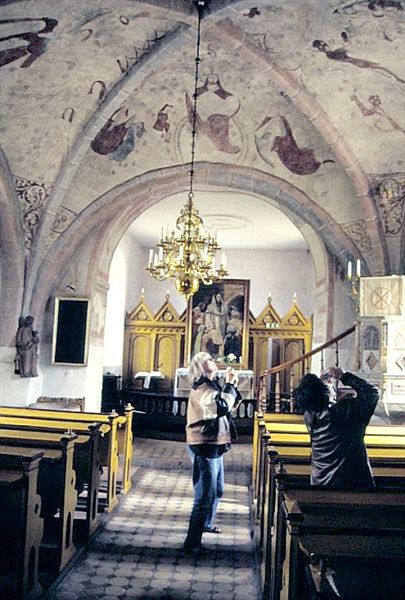